# Cantó de Lo Mont-Sud
El cantó de Lo Mont-Sud és un cantó francès al districte de Mont de Marsan (departament de les Landes) format per deu municipis:  Benquet, Boga, Bretanha de Marsan, Campanha, Mau Còrn Haut, La Gloriosa, Maseròlas, Lo Mont de Marsan, Sent Perdon i Sent Pèr deu Mont.
| Data d'elecció                           | Identitat      | Partit | Qualitat |
| ---------------------------------------- | -------------- | ------ | -------- |
| 1989-1992                                | Alain Vidalies | PS     |          |
| 1992-1998                                | Guy Duvignac   | RPR    |          |
| 1998-                                    | Alain Vidalies | PS     |          |
| les dades anteriors no són pas conegudes |                |        |          |
|                                          |                |        |          |

| 1962 | 1968 | 1975 | 1982 | 1990 | 1999 | 2006   |
| ---- | ---- | ---- | ---- | ---- | ---- | ------ |
| -    | -    | -    | -    | -    | -    | 31.472 |